# طارق علام
طارق علام (7 فبراير 1962 -)، ممثل ومذيع مصري.
حصل على ليسانس حقوق، عمل كظابط شرطة لفترة، ثم اتجه إلى العمل كمذيع في التلفزيون المصري، واشتهر من خلال برنامجه "كلام من ذهب"، وله العديد من البرامج في قنوات فضائية.
ينتمي طارق علام لقرية الغار التابعة لمدينة الزقازيق بمحافظة الشرقية وهذه القرية هي مسقط رأس العديد من أهل الفن منهم المؤلف والشاعر الغنائي نجيب نجم وشقيقة الكوميديان محمد نجم وابنه شريف نجم والإخوة الثلاثة الممثلين صلاح وشكري وسامي سرحان.
وطارق علام معروف عنه سعيه دائما في الخير لصالح الناس أو فيما يقدم من برامج هادفة وقام بتمثيل ثلاثة أفلام للسينما المصرية ولكنه لايسعي للتمثيل قدر سعيه للبرامج الهادفة التي تنفع الناس ولا ينقطع طارق علام عن قريته فهو أقام بها مشاريع خيرية تنموية وخدمية كمسجد ومستشفي متكامل وملعب خماسي ودار مناسبات ومركز ثقافي ويرتبط بأهل قريته كثيرا وله في قلوبهم حب كبير.

## روابط خارجية
- طارق علام على موقع IMDb (الإنجليزية)
- طارق علام على موقع الدهليز
- طارق علام على موقع قاعدة بيانات الأفلام العربية